# Muff Winwood
Mervyn "Muff" Winwood (15 de junio de 1943) es un compositor y productor discográfico británico, hermano mayor de Steve Winwood. Ambos fueron miembros de The Spencer Davis Group en los años 1960, en el que Muff Winwood tocaba el bajo. Tras su salida del grupo, se convirtió en hombre de A&R y productor discográfico.

## Primeros años
El padre de Winwood, Lawrence, era fundidor de profesión, que también tocaba el saxofón tenor en bandas de baile y tenía una colección de discos de jazz y blues. Winwood asistió a la escuela primaria de Cranbourne Road y a la nueva escuela de Great Barr (una de las primeras escuelas integrales) y fue niño del coro de la iglesia de San Juan en el barrio de Perry Barr de Birmingham. Primero se interesó por la guitarra y luego por el bajo. Le apodaron "Muff" por el popular personaje televisivo infantil de los años 1950 Muffin the Mule.
Su hermano menor es el también músico Steve Winwood.

## The Spencer Davis Group
The Spencer Davis Group se formó después de que Davis viera a los hermanos Winwood en un pub de Birmingham llamado Golden Eagle, actuando como Muff Woody Jazz Band. El grupo debutó en el Eagle y posteriormente tuvo una residencia los lunes por la noche allí.
En 1964, firmaron su primer contrato de grabación después de que Chris Blackwell, de Island Records, los viera en una aparición en un club local; Blackwell también se convirtió en su productor. (Island era entonces un pequeño sello independiente con el que UK Fontana tenía contratada la distribución). A Muff Winwood se le ocurrió el nombre de la banda, razonando: "Spencer era el único que disfrutaba haciendo entrevistas, así que le indiqué que si lo llamábamos Spencer Davis Group, el resto podríamos quedarnos en la cama y dejarle hacerlas a él".
La primera grabación profesional del grupo fue una versión de "Dimples". A finales de 1965 obtuvieron su primer número uno con "Keep On Running". En 1966, siguieron con "Somebody Help Me" y "When I Come Home". En EE. UU. publicaron un sencillo en Fontana, así como "Keep On Running" y "Somebody Help Me" en Atco Records, pero debido a la falta de promoción, ninguno de estos sencillos se emitió ni entró en las listas americanas.
A finales de 1966 y principios de 1967, el grupo lanzó otros dos éxitos, "Gimme Some Lovin'" y "I'm a Man". Ambas vendieron más de un millón de copias y obtuvieron la categoría de disco de oro. Estos temas resultaron ser sus dos éxitos más conocidos, especialmente en Estados Unidos (donde habían firmado con United Artists). Jimmy Miller fue su productor.
El grupo protagonizó The Ghost Goes Gear (1966), una película de comedia musical británica, dirigida por Hugh Gladwish, y en la que también participaron Sheila White y Nicholas Parsons. La trama involucraba al grupo en una estancia en la casa de la infancia de su mánager, una casa solariega encantada en la campiña inglesa. La película sería considerada posteriormente un error por su hermano.

## Productor discográfico
Tras dejar The Spencer Davis Group en 1967, Winwood se trasladó a la industria musical para ocupar un puesto de A&R en Island Records. Allí estuvo hasta 1978, cuando se convirtió en ejecutivo de la oficina británica de CBS Records (que luego se convirtió en Sony Music), donde permaneció hasta bien entrada la década de 1990. Como parte de sus tareas de A&R, Winwood firmó con Prefab Sprout, Terence Trent D'Arby, Sade, Shakin' Stevens y The Psychedelic Furs, entre otros.
Produjo el primer álbum de Dire Straits, Dire Straits (1978). Además de Dire Straits, Winwood había producido antes el exitoso álbum Kimono My House (1974) y los sencillos de éxito que lo acompañaban, "This Town Ain't Big Enough for Both of Us" y "Amateur Hour" para Sparks. También produjo su otro álbum de 1974, Propaganda (que incluía el sencillo "Never Turn Your Back on Mother Earth").
Sus otros trabajos incluyen la producción de The Fabulous Poodles, Marianne Faithfull, Nirvana (la banda británica), Sutherland Brothers ("Sailing"), Traffic, Mott the Hoople, Love Affair, Kevin Ayers, Patto, Unicorn, After the Fire y The Noel Redding Band.